# 1923 في الولايات المتحدة
فيما يلي قوائم الأحداث التي وقعت خلال عام 1923 في الولايات المتحدة.

## سياسة

### تعيين في المنصب
- 1 يناير – آل سميث حاكم نيويورك [الإنجليزية]‏.
- 1 يناير – تشارلز توبي عضو مجلس نواب نيوهامبشير.
- 1 يناير – جيمس أف. هينكل حاكم نيومكسيكو [الإنجليزية]‏.
- 1 يناير – حيرام بينغهام الثالث نائب حاكم دولة كونيتيكت.
- 9 يناير – فريند ريتشاردسون حاكم كاليفورنيا.
- 4 مارس – ادوارد ارفيج ادواردز عضو مجلس الشيوخ الأمريكي.
- 4 مارس – كورديل هل عضو مجلس النواب الأمريكي.
- 4 مارس – لين جوزيف فريزر عضو مجلس الشيوخ الأمريكي.
- 4 مارس – هاري ستيوارت نيو مدير مكتب البريد العام في الولايات المتحدة [الإنجليزية]‏.
- 2 أغسطس – غريس كوليدج السيدة الأولى للولايات المتحدة.
- 2 أغسطس – كالفين كوليدج رئيس الولايات المتحدة.

### انتهاء فترة المنصب
- 1 يناير – روبرت دافيس كاري حاكم وايومنغ  [لغات أخرى]‏.
- 3 يناير – بحيرة افريت، إلاي حاكم كونيتيكت  [لغات أخرى]‏.
- 8 يناير – بن دبليو. أولكوت حاكم ولاية أوريغون [الإنجليزية]‏.
- 8 يناير – هنري جوستين الن حاكم كانساس [الإنجليزية]‏.
- 8 يناير – وليام دينيسون ستيفنس حاكم كاليفورنيا.
- 9 يناير – أوليفر هنري نيلسون شوب Governor of Colorado [الإنجليزية]‏.
- 15 يناير – ادوارد ارفيج ادواردز حاكم نيو جيرسي [الإنجليزية]‏.
- 3 مارس – هاري ستيوارت نيو عضو مجلس الشيوخ الأمريكي.
- 4 مارس – ألبرت ب فال وزير داخلية الولايات المتحدة.
- 4 مارس – فرانك بيلينجز كيلوج عضو مجلس الشيوخ الأمريكي.
- 2 أغسطس – غريس كوليدج السيدة الثانية للولايات المتحدة.
- 2 أغسطس – فلورنسا هاردينغ السيدة الأولى للولايات المتحدة.
- 2 أغسطس – وارن جي. هاردينغ رئيس الولايات المتحدة.
- 4 أغسطس – أدلبرت ألثوز حاكم غوام.

## ظهور
- 1 يناير – تايم

## أفلام
من الأفلام التي صدرت هذه السنة في الولايات المتحدة:
- 1 يناير – الوصايا العشر من إخراج سيسيل ديميل.
- 1 يناير – ثلاثة عصور من إخراج إدوارد فرنسيس كلاين، باستر كيتون.
- 1 يناير – ضيافتنا من إخراج John G. Blystone [الإنجليزية]‏، باستر كيتون.
- 1 يناير – عش الحب من إخراج إدوارد فرنسيس كلاين، باستر كيتون.
- 1 يناير – لمحات من القمر من إخراج ألان دوان.
- 1 أبريل – السلامة أخيرا! من إخراج سام تايلور (ممثل)، Fred C. Newmeyer [الإنجليزية]‏.
- 18 أكتوبر – روبن هود من إخراج ألان دوان.

## كتب
من الكتب التي صدرت هذه السنة في الولايات المتحدة:
- 1 يناير – الخوف الكامن من تأليف هوارد فيليبس لافكرافت.
- 1 يناير – ثلاث قصص وعشر قصائد من تأليف إرنست همينغوي.
- 1 يناير – والدي من تأليف إرنست همينغوي.

## مواليد

### يناير
- 1 يناير – دانييل غورينشتاين رياضياتي أمريكي.
- 1 يناير – لوري براون فيزيائي أمريكي.
- 1 يناير – هارولد آدامز كاتب فرنسي.
- 3 يناير – سام ماتش لاعب كرة مضرب أمريكي.
- 8 يناير – برايس ديويت فيزيائي أمريكي.
- 11 يناير – كارول شيلبي
- 19 يناير – توم ستاغ قاضي أمريكي.
- 23 يناير – هارولد غراد رياضياتي أمريكي.
- 23 يناير – والتر ميلر
- 31 يناير – نورمان ميلر

### فبراير
- 9 فبراير – نورمان شمواي
- 13 فبراير – تشاك يياغر
- 20 فبراير – هيلين موراي فري
- 25 فبراير – جين فانس لاعب كرة سلة من الولايات المتحدة الأمريكية.
- 27 فبراير – جيمس روس ماكدونالد فيزيائي أمريكي.
- 28 فبراير – تشارلز دورنينج ممثل أمريكي.

### مارس
- 1 سبتمبر – روكي مارسيانو ملاكم من الولايات المتحدة الأمريكية.
- 2 مارس – هنري ميشيل سياسي من الولايات المتحدة الأمريكية.
- 6 مارس – إد ماكماهون
- 9 مارس – جيمس باكلي سياسي أمريكي.
- 9 مارس – فيلدر كوك
- 9 مارس – يوستاس مولينز
- 10 مارس – بالبز إهلرز
- 10 مارس – فال فيتش فيزيائي أمريكي.
- 11 مارس – لويز بروف لاعبة كرة مضرب من الولايات المتحدة.
- 12 مارس – كليجي هيرمسين لاعب كرة سلة أمريكي.
- 12 مارس – ماي يونغ مصارعة محترفة من الولايات المتحدة الأمريكية.
- 12 مارس – والي شيرا رائد فضاء أمريكي.
- 14 مارس – بوب فيتزجيرالد لاعب كرة سلة أمريكي.
- 14 مارس – داريل براون لاعب كرة سلة أمريكي.
- 14 مارس – ديان أربوس مصورة من الولايات المتحدة الأمريكية.
- 19 مارس – باميلا بريتون
- 22 مارس – كارمن فيلبي
- 23 مارس – دونالد فراي مصمم سيارات من الولايات المتحدة الأمريكية.
- 24 مارس – موراي هاميلتون ممثل أمريكي.
- 26 مارس – بوب إليوت
- 31 مارس – دون باركسدال لاعب كرة سلة من الولايات المتحدة الأمريكية.

### أبريل
- 5 أبريل – مايكل في غازو
- 9 أبريل – آرثر باتانيدس ممثل أمريكي.
- 12 أبريل – آن ميلر
- 13 أبريل – دون آدامز
- 14 أبريل – جون هولت
- 14 أبريل – ليديا كلارك
- 17 أبريل – هاري ريسونر صحفي أمريكي.
- 20 أبريل – الأم أنجيليكا راهبة فرنسيسكانية أمريكية، ومؤسسة شبكة تلفزيون الكلمة الخالدة.
- 20 أبريل – بيلي فوكس ملاكم من الولايات المتحدة الأمريكية.
- 22 أبريل – آرون سبيلنغ
- 22 أبريل – باولا فوكس
- 26 أبريل – أرييل موجان لاعب كرة سلة أمريكي.
- 29 أبريل – إيرفين كريشنر مخرج أفلام.
- 29 أبريل – حيرام هاميلتون وارد

### مايو
- 1 مايو – جوزيف هيلر مؤلف أمريكي.
- 1 مايو – فرانك براين لاعب كرة سلة أمريكي.
- 7 مايو – آن باكستر ممثلة أمريكية.
- 15 مايو – ريتشارد افيدون مصور أمريكي.
- 16 مايو – ميرتون ميلر عالم اقتصاد أمريكي.
- 21 مايو – إيفلين وارد ممثلة أمريكية.
- 26 مايو – جيمس أرنيس ممثل أمريكي.
- 29 مايو – هاري سميث
- 31 مايو – ألسويرث كيلي

### يونيو
- 2 يونيو – لويد شابلي
- 5 يونيو – روبرت إيرل سوير ممثل أمريكي.
- 10 يونيو – هوي شانون لاعب كرة سلة أمريكي.
- 11 يونيو – مايك تودوروفيتش
- 18 يونيو – روبرت إلنشتاين
- 22 يونيو – جون أولدهام
- 23 يونيو – جيري رولو لاعب كرة سلة أمريكي.

### يوليو
- 1 يوليو – هيرمان تشيرنوف
- 8 يوليو – هاريسون ديلارد
- 11 يوليو – راي لومب لاعب كرة سلة من الولايات المتحدة الأمريكية.
- 14 يوليو – دايل روبرتسون
- 19 يوليو – أليكس هانوم
- 22 يوليو – بوب دول سياسي أميركي.
- 26 يوليو – بيف إليوت
- 29 يوليو – جوردون ميتشيل
- 31 يوليو – جوزيف كيلر رياضياتي أمريكي.
- 31 يوليو – ستيفاني كووليك

### أغسطس
- 1 أغسطس – فال بيتين
- 2 أغسطس – آيك ويليامز ملاكم من الولايات المتحدة الأمريكية.
- 5 أغسطس – ريتشارد كليندينست سياسي أمريكي.
- 8 أغسطس – إستر وليامز
- 14 أغسطس – أليس غوستلي ممثلة أمريكية.
- 15 أغسطس – روز ماري ممثلة أمريكية.
- 20 أغسطس – جيم ريفز
- 24 أغسطس – جوان شاندلير
- 30 أغسطس – فيك سيكساس لاعب كرة مضرب أمريكي.
- 30 أغسطس – وليام دويل

### سبتمبر
- 1 سبتمبر – روكي مارسيانو ملاكم من الولايات المتحدة الأمريكية.
- 5 سبتمبر – روبرت كرادوك لاعب كرة قدم من الولايات المتحدة الأمريكية.
- 8 سبتمبر – جوس موران لاعبة كرة مضرب أمريكية.
- 9 سبتمبر – كارلتون غايدوشك
- 9 سبتمبر – كليف روبرتسون
- 14 سبتمبر – كيني رولنز لاعب كرة سلة من الولايات المتحدة الأمريكية.
- 17 سبتمبر – هانك ويليامز
- 18 سبتمبر – إيرل جاردنر لاعب كرة سلة أمريكي.
- 18 سبتمبر – ريد روشا
- 21 سبتمبر – جاك كولينز ممثل أمريكي.
- 22 سبتمبر – آل برايتمان
- 23 سبتمبر – مات مازا لاعب كرة سلة من الولايات المتحدة الأمريكية.
- 29 سبتمبر – ديك أوكيف لاعب كرة سلة من الولايات المتحدة الأمريكية.

### أكتوبر
- 1 أكتوبر – هارولد لويس فيزيائي أمريكي.
- 4 أكتوبر – شارلتون هيستون ممثل أمريكي.
- 11 أكتوبر – روسكو برادي
- 16 أكتوبر – ليندا دارنيل
- 25 أكتوبر – فرانك كراوفورد فيزيائي أمريكي.
- 30 أكتوبر – هيرشل برناردي ممثل أمريكي.
- 31 أكتوبر – ريتشارد باري بيرنشتاين

### نوفمبر
- 3 نوفمبر – تشارلز نولتي ممثل أمريكي.
- 8 نوفمبر – جاك كيلبي
- 9 نوفمبر – دورثي داندريج
- 12 نوفمبر – إرفينغ إس. ريد رياضياتي أمريكي.
- 13 نوفمبر – جين ستومب لاعب كرة سلة من الولايات المتحدة الأمريكية.
- 18 نوفمبر – ألان شيبارد رائد فضاء أمريكي.
- 20 نوفمبر – داني دايتون
- 23 نوفمبر – بيتر إلياس عالِم حاسوب من الولايات المتحدة الأمريكية.
- 23 نوفمبر – رود كولبين ممثل أمريكي.
- 28 نوفمبر – غلوريا غراهام ممثلة أمريكية.

### ديسمبر
- 2 ديسمبر – ماريا كالاس
- 3 ديسمبر – سول ليتر مصور أمريكي.
- 5 ديسمبر – نورمان بيرتون ممثل أمريكي.
- 9 ديسمبر – دينا ميريل ممثلة أمريكية.
- 10 ديسمبر – هارولد جولد ممثل أمريكي.
- 12 ديسمبر – بوب باركر
- 12 ديسمبر – جوزيف برنارد ممثل أمريكي.
- 13 ديسمبر – فيليب أندرسون فيزيائي أمريكي.
- 21 ديسمبر – واتارو ميساكا لاعب كرة سلة أمريكي.
- 27 ديسمبر – ريتشارد بوبكين
- 28 ديسمبر – أندرو دوغان
- 31 ديسمبر – أود بريندلي لاعب كرة سلة أمريكي.

## وفيات

### يناير
- 1 يناير – لامان ستيورت (مواليد 1840)
- 3 يناير – مابيل غاردينر هوبارد (مواليد 1857)
- 18 يناير – والاس ريد (مواليد 1891)
- 18 يناير – ويليام فوستر (مواليد 1880) مصور سينمائي أمريكي.

### فبراير
- 6 فبراير – إدوارد إيمرسون برنارد (مواليد 1857) عالم فلك أمريكي.
- 10 فبراير – مارتن أوغسطين ناب (مواليد 1843) قاضي من الولايات المتحدة الأمريكية.
- 14 فبراير – تشارلز تورنر (مواليد 1867)
- 24 فبراير – إدوارد مورلي (مواليد 1838)

### أبريل
- 1 أبريل – توماس ميتشل كامبل (مواليد 1856) سياسي أمريكي.
- 4 أبريل – هوراس بويس (مواليد 1827) سياسي أمريكي.
- 15 أبريل – جيس داندي (مواليد 1871) ممثل أمريكي.

### مايو
- 15 مايو – آرثر غوردن ويبستر (مواليد 1863) فيزيائي أمريكي.

### يوليو
- 9 يوليو – وليام آر دي (مواليد 1849)

### أغسطس
- 2 أغسطس – وارن جي. هاردينغ (مواليد 1865) سياسي أمريكي.
- 16 أغسطس – هوراس بارنيل تاتل (مواليد 1837) عالم فلك أمريكي.
- 24 أغسطس – كيت دوجلاس ويجين (مواليد 1856) كاتبة أمريكي.

### سبتمبر
- 11 سبتمبر – ريمون ويست (مواليد 1886)
- 19 سبتمبر – ماكس بوم (مواليد 1868) فنان أمريكي.
- 19 سبتمبر – وليام م بون (مواليد 1842) سياسي من الولايات المتحدة الأمريكية.

### أكتوبر
- 9 أكتوبر – هنري هاريسون ماركهام (مواليد 1840) سياسي أمريكي.
- 28 أكتوبر – جو روبرتس (مواليد 1871) ممثل أمريكي.

### ديسمبر
- 19 ديسمبر – إدوارد توماس نونان (مواليد 1861) سياسي أمريكي.
- 28 ديسمبر – فرانك هايز (مواليد 1871) ممثل من الولايات المتحدة الأمريكية.